# Francesco Zagatti
Francesco Zagatti (Venaria Reale, 18 aprile 1932 – Milano, 7 marzo 2009) è stato un calciatore e allenatore di calcio italiano, di ruolo terzino.

## Carriera

### Giocatore
Zagatti iniziò a giocare, non ancora quindicenne, nelle giovanili del Milan, con la cui formazione Primavera vinse per due volte il Torneo di Viareggio. Nel 1951 fu aggregato in prima squadra in cui esordì il 1º giugno 1952 a Roma nella partita di Serie A contro la Lazio (1-1).
Trascorse tutta la carriera con i rossoneri disputando un totale di 252 partite, di cui 214 in Serie A, nelle quali realizzò due gol, uno in campionato su rigore contro la Fiorentina e uno nella Coppa dell'Amicizia 1962 contro il Tolosa.
Con il Milan vinse 4 Scudetti, una Coppa Latina e la Coppa dei Campioni 1962-1963, anche se non giocò alcuna partita in quell'edizione. Disputò inoltre la finale di Coppa Latina 1953 persa 3-0 contro lo Stade Reims, e raggiunse quella di Coppa dei Campioni 1957-1958 persa per 3-2 dopo i tempi supplementari contro il Real Madrid, che però non disputò per scelta tecnica. Fu anche capitano del Milan per alcuni mesi all'inizio della stagione 1961-1962, prima che la fascia passasse a Cesare Maldini.
Si ritirò dal calcio giocato nel 1963, dopo una stagione in cui scese in campo solo nella prima partita dei rossoneri, la gara di Coppa Italia Parma-Milan 0-1 del 9 settembre 1962.

### Dopo il ritiro
Dopo essersi ritirato entrò immediatamente nello staff tecnico delle giovanili del Milan dove fu a lungo osservatore, talent scout oltreché allenatore per il vivaio rossonero: alla guida della squadra Primavera ottenne lo Scudetto di categoria del 1964-1965, la Blue Stars/FIFA Youth Cup nel 1977 e raggiunse un secondo posto nel Torneo di Viareggio 1970; in quest'ultimo anno, con la squadra Allievi vinse un altro Scudetto di categoria.
Saltuariamente chiamato a lavorare anche con la prima squadra, fu collaboratore di Nereo Rocco durante la stagione 1976-1977. Nel marzo del 1982 affiancò poi Italo Galbiati, appena subetrato a Luigi Radice sulla panchina rossonera, per due partite di campionato contro Inter e Catanzaro, entrambe perse. In seguito continuò a collaborare con il Milan come osservatore. Fu uno dei rossoneri con la più lunga militanza nella società meneghina, avendone ininterrottamente fatto parte per 54 anni consecutivi, dal 1948 al 2002.
È deceduto il 7 marzo 2009 all'età di 76 anni a causa di una epatite.

## Statistiche

### Presenze e reti nei club
| Stagione        | Squadra         | Campionato      | Campionato | Campionato | Coppe nazionali | Coppe nazionali | Coppe nazionali | Coppe continentali | Coppe continentali | Coppe continentali | Altre coppe | Altre coppe | Altre coppe | Totale | Totale |
| Stagione        | Squadra         | Comp            | Pres       | Reti       | Comp            | Pres            | Reti            | Comp               | Pres               | Reti               | Comp        | Pres        | Reti        | Pres   | Reti   |
| --------------- | --------------- | --------------- | ---------- | ---------- | --------------- | --------------- | --------------- | ------------------ | ------------------ | ------------------ | ----------- | ----------- | ----------- | ------ | ------ |
| 1951-1952       | Milan           | A               | 4          | 0          | -               | -               | -               | -                  | -                  | -                  | -           | -           | -           | 4      | 0      |
| 1952-1953       | Milan           | A               | 25         | 0          | -               | -               | -               | -                  | -                  | -                  | CL          | 2           | 0           | 27     | 0      |
| 1953-1954       | Milan           | A               | 30         | 0          | -               | -               | -               | -                  | -                  | -                  | -           | -           | -           | 30     | 0      |
| 1954-1955       | Milan           | A               | 24         | 0          | -               | -               | -               | -                  | -                  | -                  | CL          | 2           | 0           | 26     | 0      |
| 1955-1956       | Milan           | A               | 27         | 0          | -               | -               | -               | CC                 | 4                  | 0                  | CL          | 2           | 0           | 33     | 0      |
| 1956-1957       | Milan           | A               | 15         | 0          | -               | -               | -               | -                  | -                  | -                  | CL          | 0           | 0           | 15     | 0      |
| 1957-1958       | Milan           | A               | 24         | 1          | CI              | 5               | 0               | CC                 | 5                  | 0                  | -           | -           | -           | 34     | 1      |
| 1958-1959       | Milan           | A               | 33         | 0          | CI              | 2               | 0               | -                  | -                  | -                  | CA          | 2           | 0           | 37     | 0      |
| 1959-1960       | Milan           | A               | 19         | 0          | CI              | 0               | 0               | CC                 | 3                  | 0                  | CA          | 0           | 0           | 22     | 0      |
| 1960-1961       | Milan           | A               | 5          | 0          | CI              | 2               | 0               | -                  | -                  | -                  | CA          | 0           | 0           | 7      | 0      |
| 1961-1962       | Milan           | A               | 8          | 0          | CI              | 0               | 0               | CdF                | 2                  | 0                  | CA          | 6           | 1           | 16     | 1      |
| 1962-1963       | Milan           | A               | 0          | 0          | CI              | 1               | 0               | CC                 | 0                  | 0                  | CA          | 0           | 0           | 1      | 0      |
| Totale carriera | Totale carriera | Totale carriera | 214        | 1          |                 | 10              | 0               |                    | 14                 | 0                  |             | 14          | 1           | 252    | 2      |

## Palmarès

### Giocatore

#### Club

##### Competizioni giovanili
- Torneo di Viareggio: 2

Milan: 1952, 1953

##### Competizioni nazionali
- Campionato italiano: 4

Milan: 1954-1955, 1956-1957, 1958-1959, 1961-1962

##### Competizioni internazionali
- Coppa Latina: 1

Milan: 1956
- Coppa dei Campioni: 1

Milan: 1962-1963

### Allenatore

#### Competizioni giovanili
- Campionato Primavera: 1

Milan: 1964-1965
- Campionato Allievi Nazionali: 1

Milan: 1969-1970
- Blue Stars/FIFA Youth Cup: 1

Milan: 1977